# Station Lipowa Tucholska
Station Lipowa Tucholska is een spoorwegstation in de Poolse plaats Lipowa.